# September 2009
Dit artikel geeft een chronologisch overzicht van belangrijke gebeurtenissen per dag in de maand september van het jaar 2009.

## Gebeurtenissen

### 1 september
- Het eiland Saba, een van de SSS-eilanden, wil nu al definitief uit de Nederlandse Antillen stappen, nadat bekend werd dat er begin 2010 nog verkiezingen zouden plaatsvinden in de Antillen. Hiermee zou het plan dat Saba een bijzondere gemeente van Nederland wordt kunnen worden gedwarsboomd.
- Bij een massale valpartij tijdens de Ronde van Spanje (de Vuelta) vallen rond de vijftig renners, onder wie klassementsleider Fabian Cancellara, op het asfalt.
- Axel Witsel krijgt een verbod tot voetballen tot 23 november en een boete van 2500 euro opgelegd, nadat hij eergisteren in de match Anderlecht-Standard Marcin Wasilewski een dubbele openbeenbreuk aandeed. Wikinieuws
- Vanaf vandaag mogen winkels in de Europese Unie geen gloeilampen meer bestellen van 100 watt of meer. Hetzelfde geldt voor gloeilampen met mat glas.

### 2 september
- De Amerikaanse farmagroep Pfizer is akkoord gegaan met de betaling van een recordboete van 2,3 miljard dollar om een klacht over zijn commerciële praktijken te schikken. Het gaat om de grootste boete die ooit door het Amerikaanse gerecht opgelegd werd in de gezondheidssector.
- Bij een aardbeving in Java, met een kracht van 7 op de schaal van Richter, vallen minstens 63 doden.

### 3 september
- Debutant Nederland wint in de kwartfinales van het EK voetbal voor vrouwen na strafschoppen van Frankrijk.

### 6 september
- De Filipijnse veerboot Superferry 9, onderweg van General Santos City op Mindanao naar Iloilo City op Panay, zinkt voor de kust van Zamboanga City. Van de 968 mensen aan boord komen er ten minste negen om het leven.
- Debutant Nederland verliest in de halve finales van het EK voetbal voor vrouwen met 2-1 van Engeland.

### 7 september
- Op het eiland Samoa wordt vanaf vandaag links gereden.
- De bouw van de Tweede Coentunnel (A10) onder het Noordzeekanaal bij Amsterdam is van start gegaan, na een discussie van ruim twintig jaar. Ook de aansluitende Westrandweg (A5) tussen het Westelijk Havengebied en Schiphol wordt nu aangelegd.
- Een team van internationale wetenschappers, met onder meer de Vlaamse professor Christine Van Broeckhoven, ontdekt drie genen die verantwoordelijk zijn voor de ziekte van Alzheimer.
- Een Ter Zake-reportage onthult met een verborgen camera dat een Antwerpse onthaalmoeder van Kind en Gezin sympathieën voor Hitler heeft en zelfs een portret van de dictator in de ruimte heeft hangen waar ze kinderen opvangt. De onthulling zorgt voor heel wat ophef.

### 8 september
- 8 - 13 september - New York 400 week waarin de 400 jaar betrekkingen tussen New York en Nederland worden gevierd in New York in aanwezigheid van Prins Willem-Alexander en Prinses Máxima.
- De Bondsdag gaat akkoord met een wetsvoorstel dat Duitse militairen die ten tijde van nazi-Duitsland verraad pleegden, rehabiliteert.
- Uit het IJmeer bij Amsterdam-IJburg is een 16e-eeuws scheepswrak geborgen. Het betreft een in 2007 ontdekt waterschip, waarin verse vis werd vervoerd, dat omstreeks 1600 op de Zuiderzee is vergaan.

### 10 september
- Venezuela erkent de onafhankelijkheid van Abchazië en Zuid-Ossetië.
- In verband met de onteigening van zijn huis in Marcinelle mag de Belgische meisjesverkrachter en -moordenaar Marc Dutroux onder zware politiebewaking een laatste bezoek aan zijn woonhuis brengen.
- Duitsland prolongeert de titel bij het EK voetbal voor vrouwen door in de finale met 6-2 te winnen van Engeland.

### 11 september
- De Vlaamse Raad van het Gemeenschapsonderwijs verbiedt het dragen van een hoofddoek in alle scholen van het gemeenschapsonderwijs. De Antwerpse stedelijke, provinciale en vrije (katholieke) scholen doen hetzelfde.

### 13 september
- De Vlaamse Kim Clijsters slaagt erin een maand na haar comeback het vrouwenenkelspel van de US Open 2009 te winnen en zo vanuit het niets op de 19de positie in de WTA-ranglijst te belanden.
- De driemast-klipper Stad Amsterdam is vanuit Southampton vertrokken voor een eenjarige wereldreis in de sporen van Charles Darwin. Het schip zal de reis die Darwin van 1831 tot 1836 met de Beagle maakte herhalen in het kader van de viering van het tweehonderdste geboortejaar van de beroemde geleerde.
- De volleyballers van Polen winnen voor de eerste keer in de geschiedenis de Europese titel. In de finale is de ploeg van bondscoach Daniel Castellani met 3-1 te sterk voor Frankrijk. Sterspeler Piotr Gruszka wordt na afloop van het toernooi uitgeroepen tot meest waardevolle speler.

### 14 september
- Het Joegoslavië-tribunaal veroordeelt oud-medewerkster Florence Hartmann tot een boete van zevenduizend euro omdat zij door haar publicaties de vertrouwelijkheid van het tribunaal zou hebben geschonden. Hartmann verloor later ook in hoger beroep.

### 16 september
- Coffeeshops binnen de gemeentegrenzen van Bergen op Zoom en Roosendaal mogen vanaf vandaag geen softdrugs meer verkopen.
- Als protest op de lage melkprijzen gieten melkboeren 3 miljoen liter melk uit in Waalse Ciney.
- In het Europees Parlement wordt de Portugese christendemocraat José Manuel Barroso herverkozen tot voorzitter van de Europese Commissie.

### 17 september
- In de Brusselse gemeente Sint-Jans-Molenbeek ontstaan zware rellen nadat de politie een jongen, die haar al enkele dagen provoceerde, had opgepakt.
- In het noorden van Jemen komen meer dan tachtig mensen om bij een bombardement van het regeringsleger op een geïmproviseerd vluchtelingenkamp.

### 18 september
- In Luik wordt het volledig vernieuwde station Luik-Guillemins feestelijk geopend. De vernieuwing was nodig voor de doorgang van hogesnelheidstreinen. Het ontwerp van het station is van de hand van de Spaanse architect Santiago Calatrava.

### 21 september
- Veilinghuis Sotheby's ontdekt twee stillevens van de Nederlandse schilder Adriaen Coorte (circa 1665-1707).

### 23 september
- Op de luchthaven van Valencia wordt een piloot van transavia.com gearresteerd. Hij wordt verdacht betrokken te zijn geweest bij doodsvluchten tijdens het Videla-bewind in het Argentinië van eind jaren 70-begin jaren 80.

### 24 september
- Bij Barendrecht-Noord komen onder het viaduct van de A15 twee goederentreinen en een reizigerstrein met elkaar in botsing. Hierbij vindt een van de machinisten de dood. (Lees verder)
- Wetenschappers in de Thaise hoofdstad Bangkok melden voor het eerst een vaccin te hebben ontwikkeld tegen het hiv, waarmee het risico om de ongeneeslijke ziekte aids op te lopen beperkt wordt.
- Een Britse amateurarcheoloog ontdekt in een weiland in het graafschap Staffordshire een schat van 7,5 kilo, bestaande uit 1500 gouden en zilveren stukken uit de 7e eeuw, de tijd van de Angelsaksen. Het is de grootste en waardevolste schat uit die tijd ooit in Engeland gevonden.
- In het Amerikaanse Pittsburgh gaat de G20-top van start. Het begin van de top gaat gepaard met protesten en rellen.

### 26 september
- Bij overstromingen veroorzaakt door de tropische storm Ketsana komen in de Filipijnse hoofdstad Manilla en de omliggende provincies bijna 300 mensen om het leven.

### 27 september
- De Nederlandse minister Ronald Plasterk van OCW maakt bekend dat de Nieuwe Hollandse Waterlinie op de lijst van Rijksmonumenten wordt geplaatst.
- Bij de Duitse Bondsdagsverkiezingen wint CDU/CSU van huidige Bundeskanzlerin Angela Merkel. Er is sprake van een nederlaag voor de SPD.

### 28 september
- Samoa, Amerikaans-Samoa en Tonga worden getroffen door een zware zeebeving met een kracht van 8,3 op de schaal van Richter. Een tsunami van enkele meters hoog verplaatst zich over de Grote Oceaan langs onder meer Fiji, Frans-Polynesië en Nieuw-Zeeland.

### 30 september
- Indonesië wordt getroffen door een aardbeving met een kracht van 7,9 op de schaal van Richter. De beving vond plaats op ongeveer 53 kilometer van de West-Sumatraanse hoofdstad Padang.
- De Sociaal Economische Raad slaagt er niet in om met een alternatief voorstel te komen voor de plannen van het kabinet rondom de verhoging van de AOW-leeftijd naar 67 jaar. Werkgeversorganisatie VNO NCW blaast de onderhandelingen vroegtijdig aan het begin van de avond af.

← · januari · februari · maart · april · mei · juni · juli · augustus · september · oktober · november · december ·  →